# Certificação por competência
Certificação por competência é um sistema de avaliação que permite a profissionais que já atuam no mercado de trabalho serem reconhecidos, desde que atinjam as qualificações de acordo com um parâmetro estabelecido. Neste caso o solicitante pode, através de uma prova, obter uma certificação do nível de qualificação alcançado atestado por notório saber.
No Brasil as normas que tratam da formação por competência são os dispositivos do Art. 41 da Lei Nº 9.394/1996, o Parecer CNE/CEB 16/1999 e Parecer CNE/CEB 40/2004.
As avaliações geralmente não são apenas pelos conhecimentos teóricos mas também poderá ser avaliado habilidades, atitudes e valores necessários para as atividades profissionais e sociais requeridas pela natureza do trabalho e para o convívio em sociedade.
Nesse processo de certificação, de acordo com o projeto da Organização dos Estados Americanos (OEA), a avaliação das competências não é apenas a verificação de conteúdos e conhecimentos da pessoa, mas a capacidade do uso desses em situações concretas na vida profissional.
O governo Brasileiro criou uma rede chamada CERTIFIC que é uma política pública de inclusão social. Ela está sendo implementada pelo Ministério da Educação - MEC e pelo Ministério do Trabalho e Emprego - MTE, principalmente através do Instituto Federal de Educação, Ciência e Tecnologia.